# みちのく潮風トレイル
みちのく潮風トレイル（みちのくしおかぜトレイル）は、東日本大震災からの復興に資するため、日本の東北太平洋沿岸地域を中心に環境省が設定した「歩いて旅を楽しむための道」である。総距離1,000キロを超える本トレイルは、環境省を中心に関係自治体、民間団体、地域住民などの協働により運営されている。ネイチャーライターの加藤則芳氏により提唱された。

## 概要
環境省は東日本大震災（2011年3月）からの復興に資するため翌年5月に「三陸復興国立公園の創設を核としたグリーン復興のビジョン」を策定し、森・里・川・海のつながりにより育まれてきた自然環境と地域のくらしを後世に伝え、自然の恵みと脅威を学びつつ、それらを活用しながら復興することを提唱した。その具体的な取組は「グリーン復興プロジェクト」と呼ばれる。三陸復興國立公園の創設を中心に、自然環境モニタリング、環境教育、エコツーリズムの推進など7つのプロジェクトから構成された。
7つのプロジェクトのうちのひとつが、三陸地域を南北につなぎ交流を深くめる道「東北太平洋岸自然歩道」である。「みちのく潮風トレイル」は通称である。（2013年3月に地域からの公募により決定した愛称。）「みちのく潮風トレイル」は、地域の自然環境や地域のくらし、震災の痕跡利用者と地域の人々などを様々に「結ぶ道」として、青森県八戸市蕪島から福島県相馬市松川浦までを対象に設定された長距離自然歩道である。
「長距離自然歩道とは、国土を縦断、横断または循環し、複数の都道府県にまたがる歩道で、多くの人々が四季を通じて手軽に楽しくかつ安全に国土の優れた景勝地を歩くことにより、沿線の豊かな自然、歴史、文化に触れ、我が国の国土を再認識し、あわせて健全な身体を育成するとともに、自然保護思想の高揚に資することを目的としているものである。みちのく潮風トレイルは、これらに加え、利用の促進を図ることで、被災地域における交流人口を増加させ、地域の活性化につなげ、復興に寄与するものとして構想されたものである。また、東北太平洋岸を歩くスピードで旅することで、車の旅では見えない風景（自然・人文風景）、歴史、文化（風俗・食）などの奥深さを知り、体験する機械を提供するものである。」
みちのく潮風トレイルは2019年6月9日に全線開通し、青森県八戸市から福島県相馬市までを南北に縦断する一本の道つながった。全線開通時の距離は1,025キロである（環境省発表）。また、日本の長距離自然歩道の10番目に指定されている。

## トレイルルート（設定された路線）
トレイルルートは旅歩道、登山道、林道、舗装道、砂浜、航路（複数の島がルートに含まれる）など、様々な既存の道が接続され設定されている。路線の設定にあたっては、地域住民との路線検討ワークショップを開催し地域の意見を取り入れるなど設定段階から地域参画が意識され、環境省他各市町村が協働で行った。
通過する4県28市町村名：
青森県
- 八戸市
- 階上町

岩手県
- 洋野町
- 久慈市
- 野田村
- 普代村
- 田野畑村
- 岩泉町
- 宮古市
- 山田町
- 大槌町
- 釜石市
- 大船渡市
- 陸前高田市

宮城県
- 気仙沼市
- 南三陸町
- 女川町
- 石巻市
- 東松島市
- 塩竈市
- 多賀城市
- 仙台市
- 名取市
- 岩沼市
- 亘理町
- 山元町

福島県
- 新地町
- 相馬市

## 管理運営体制
みちのく潮風トレイルは「東北太平洋岸自然歩道（みちのく潮風トレイル）運営計画」に基づき、本計画の構成員である環境省、地方公共団体（4県28市町村）、サテライト施設（6施設）を運営する民間団体らの協働により管理運営されている。サテライト施設のひとつである、宮城県名取市に建設された「みちのく潮風トレイル名取トレイルセンター」が全線の管理運営を統括している。また、トレイル沿線に位置する６つのサテライト施設では利用者に対してトレイルの各地域の情報を提供し、名取トレイルセンターは1000キロに及ぶトレイル全線の情報を集約し発信している。
サテライト施設
- 種差海岸インフォメーションセンター (八戸市）
- 北山崎ビジターセンター (田野畑村)
- 浄土ヶ浜ビジターセンター (宮古市)
- 碁石海岸インフォメーションセンター (大船渡市)
- 南三陸・海のビジターセンター（南三陸町）
- みちのく潮風トレイル 名取トレイルセンター(名取市)

## 賞
みちのく潮風トレイルはGaijinPot（ガイジンポット）の『2019年外国人が訪れるべき日本の観光地ランキング』("Top 10 Japan Travel Destinations For 2019") とナショナル・ジオグラフィックの『2020年に行きたい世界の旅先』("Best Trips to take in 2020")　に選ばれ、2020年にイギリストラベルライター発表の International Tourism Awards に入選した。